# Łąki nad Olszą
Łąki nad Olszą – użytek ekologiczny położony w Borach Dolnośląskich w południowej części województwa lubuskiego w powiecie żagańskim na obszarze miejsko-wiejskiej gminy Iłowa, ok. 4 km na południowy wschód od wsi Czerna oraz ok. 5 km w kierunku wschodnim od miasta Iłowa. Zajmuje powierzchnię 132,49 ha i leży po obu stronach leśnego potoku Olsza – prawego dopływu Czernej w dorzeczu Bobru. Użytek ustanowiony został z myślą o zachowaniu nieużytkowanych łąk w kompleksie leśnym, uznanych za obszar chronionego krajobrazu, będących naturalną bazą żerową i osłonową oraz miejscem bytowania i rozrodu wielu gatunków ptactwa i dzikiej zwierzyny. Użytek znajduje się na terenie Nadleśnictwa Żagań, w leśnictwach Podlaski i Kowalice, przy południowo-zachodnim skraju Ośrodka Szkolenia Poligonowego Wojsk Lądowych Żagań. Na niektórych mapach i opracowaniach turystyczno-krajoznawczych w odniesieniu do łąk użytku używana bywa nazwa "Obiekt Czerna" natomiast stawy w południowej części zwane mylnie Stawami Kwisa.

## Historia
Nad Olszą, w okolicy niezachowanej współcześnie wsi Birkberg, funkcjonował obóz Służby Pracy Rzeszy RAD 6/105 „Peter von Kurland”. W jego bezpośrednim pobliżu na okolicznych łąkach (d. niem. Elze-Wiesen) uchwałą nr 283/4/XXXVI/06 Rady Miejskiej w Iłowej z dnia 25 kwietnia 2006 roku (Dz. Urz. Woj. Lubuskiego nr 42, poz. 933) utworzono użytek ekologiczny „Łąki nad Olszą”.